# Gwiazdozbiór Argo
Argo Navis (z łac. „Okręt Argo”; dop. Argūs, skrót Arg) – historyczny gwiazdozbiór półkuli południowej, położony w obszarze Drogi Mlecznej. Ze względu na duże rozmiary w 1750 roku Nicolas-Louis de Lacaille podzielił go, zachowując postać żaglowca, na trzy mniejsze konstelacje.
Według mitologii greckiej, okręt Argo został zbudowany przez Argosa dla Jazona – przywódcy Argonautów, który to wyruszył na poszukiwanie złotego runa. Pod protekcją Ateny podróżnikom udało się zakończyć podróż pomyślnie, a ich statek został umieszczony między gwiazdami.
Konstelacje, na które został podzielony Argo Navis:
- Carina – kil statku
- Puppis – rufa statku
- Vela – żagiel

Za część wizerunku okrętu (maszt) można także uznać blady gwiazdozbiór Kompasu (Pyxis).

## Wybrane obiekty
- Messier 46 (NGC 2437) – gromada otwarta odległa o 5400 lat świetlnych.
- Messier 47 (NGC 2422) – gromada otwarta odległa o 1600 lat świetlnych.
- Messier 93 (NGC 2447) – gromada otwarta odległa o 4500 lat świetlnych.